# Роберто Деверё
«Роберто Деверё, или граф Эссекс» (итал. Roberto Devereux, ossia Il conte di Essex) — лирическая трагедия в трёх актах итальянского композитора Гаэтано Доницетти. Итальянское либретто написано Сальваторе Каммарано по мотивам трагедии французского автора Франсуа Ансело «Елизавета Английская». Премьера состоялась 29 октября 1837 года в Неаполе в театре Сан-Карло.
Опера входит в цикл Гаэтано Доницетти, посвящённый истории Англии XVI века, к которому также принадлежат оперы «Анна Болейн», «Мария Стюарт» и «Замок Кенилворт».
Опера базируется на некоторых фактах из реальной жизни Роберта Деверё, 2-го графа Эссекса, фаворита королевы Елизаветы и одного из самых влиятельных вельмож своего времени. В либретто множество исторических неточностей. Сюжет либретто Каммарано похож на либретто Феличе Романи «Граф Эссекс» (1833). Вдова Романи даже обвиняла Каммарано в плагиате.

## Действующие лица
| Елизавета, королева Англии                                    | сопрано       |
| Герцог Ноттингемский                                          | баритон       |
| Сара, герцогиня Ноттингемская, его жена                       | меццо-сопрано |
| Роберто Деверё, граф Эссекс                                   | тенор         |
| Лорд Сесил                                                    | тенор         |
| Сэр Уолтер Рэли                                               | бас           |
| Паж                                                           | контральто    |
| Родственник Ноттингема                                        | бас           |
| Лорды парламента, рыцари, сквайры, пажи, гвардейцы Ноттингема |               |

## Либретто
Англия, 1599 год. Роберт Деверё, граф Эссекс и фаворит королевы Елизаветы I, был отправлен в Ирландию на подавление восстания против английского правления. Потерпев неудачу, он вернулся в Англию, где его действия расценили как невыполнение приказа. Опера основана на событиях последующих двух лет, которые в сюжете представлены как произошедшие в течение нескольких дней.

### Акт первый. Сцена первая. Зал в Вестминстерском дворце

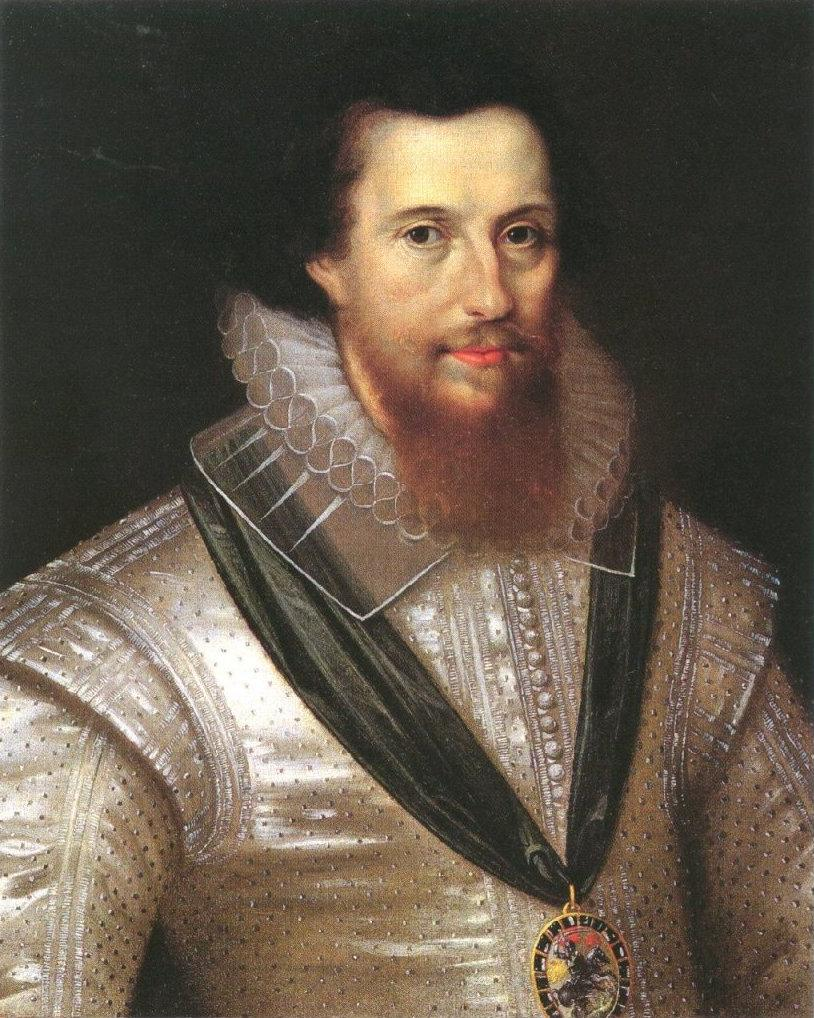
Роберт Деверё, граф Эссекс

Придворные дамы ожидают выхода королевы. Среди них Сара, герцогиня Ноттингемская. Она подавлена. В Лондон возвратился из похода в Ирландию её возлюбленный Роберт Деверё. Но королева, которая тоже влюблена в Роберта, во время его отсутствия насильно против воли выдала её замуж за герцога Ноттингемского. Входит королева. Она с издёвкой спрашивает, почему Сара такая грустная, ведь она недавно вышла замуж и должна быть счастлива. Королева призывает всех дам радостно встретить Роберта, который возвращается из Ирландии победителем. Входят Уильям Сесил, Уолтер Рэли и другие лорды Парламента. Они недовольны возвращением Роберта. Сесил обвиняет Роберта перед Елизаветой в том, что в Ирландии тот интриговал с целью захватить престол и самому стать королём. Появляется Роберт. Елизавета требует отчёта о походе. В ходе диалога между Робертом и королевой выясняется, что королева по-прежнему влюблена в графа и готова простить ему любые политические интриги, лишь бы он оставался верен ей в личном плане. Королева дарит Роберту кольцо, которое тот должен носить из верности её любви. Елизавета уходит. Появляется Ноттингем. Вместе с другими лордами он расспрашивает о походе и в свою очередь сообщает о своей женитьбе на Саре. Роберт потрясён этим известием.

### Акт первый. Сцена вторая. Покои герцогини Ноттингемской
Сара одна. Она в растерянности. Внезапно в её комнату проникает Роберт. Он пришёл выяснить правду, почему Сара вышла замуж, изменила их любви. Сара клянётся в том, что любит только Роберта, а за Ноттингема вышла под давлением королевы. В свою очередь Сара тоже обвиняет Роберта в любви к королеве и в том, что он носит её кольцо, как залог своей верности. Роберт утверждает, что не любит королеву, а любит только Сару. Чтобы доказать свои слова Роберт отдаёт Саре кольцо — подарок королевы. Сара же дарит ему свой голубой расшитый золотом шарф.

### Акт второй. Большая галерея в покоях королевы

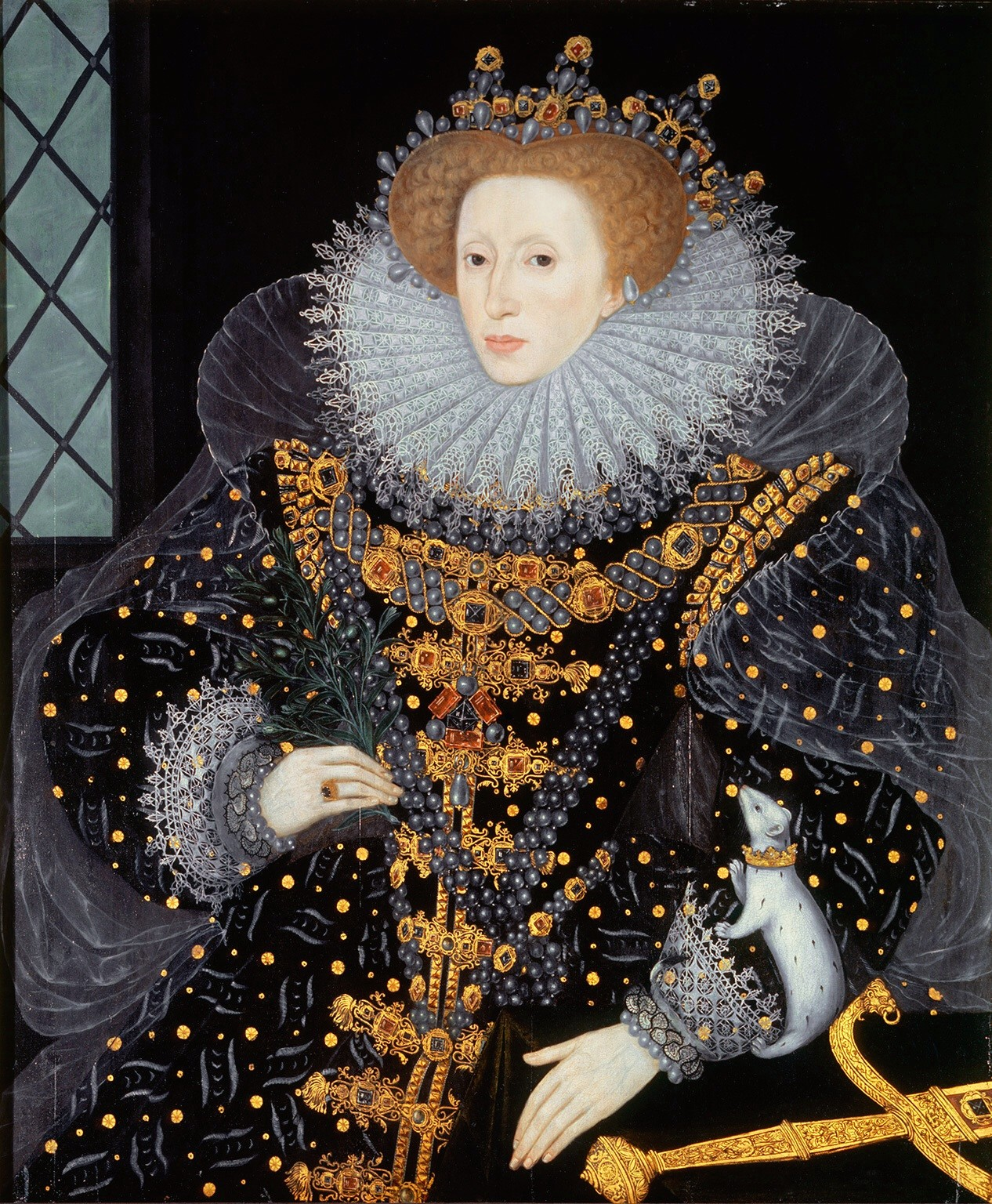
Елизавета I, королева Англии

Лорд Сесил обвиняет Роберта в том, что он влюблён в кого-то из дам королевы, и показывает шарф Сары, который выкраден у Роберта. Королева в бешенстве. Она приказывает Рэли немедленно арестовать Роберта по обвинению в государственной измене. Пришедшему Ноттингему Елизавета также показывает шарф. Герцог тут же узнаёт шарф жены, но не открывает королеве имени возлюбленной Роберта. Приводят Роберта. Елизавета обвиняет его в измене, угрожает казнью. Спастись он может только если назовёт свою любовницу. Заметив отсутствие своего кольца, Елизавета приходит в ещё большее негодование. Роберт должен вернуть кольцо королеве и назвать свою возлюбленную. Только в этом случае он может быть помилован, иначе  завтра на рассвете он будет казнён. Ноттингем, присутствующий при этом разговоре, принимает решение в любом случае погубить Роберта.

### Акт третий. Сцена первая. Покои герцогини Ноттингемской
Родственник Ноттингема передаёт Саре просьбу Роберта вернуть королеве кольцо. Сара принимает решение открыться Елизавете, чтобы спасти любимого. Но появляется Ноттингем. Он обвиняет Сару в измене и запрещает ей покидать покои. На мольбы жены он отвечает отказом. Сара не сможет спасти Роберта.

### Акт третий. Сцена вторая. Тюремная камера в Тауэре
Роберт один. Он переживает о том, что придётся расстаться с Сарой, но уверен, что королева, получив кольцо и уверения в том, что между ним и Сарой всё кончено, помилует его. Входит стражник. На вопрос Роберта, каково решение королевы, он отвечает — смерть. Роберт в отчаянии. Его уводят на казнь.

### Акт третий. Сцена третья. Кабинет королевы
Королева ждёт признаний Роберта. Появляется Сара. Она признаётся во всём и возвращает королеве кольцо. Елизавета приказывает помиловать Роберта, но в этот момент раздаётся сигнал о том, что казнь свершилась. Ноттингем признается, что это он задержал жену, чтобы погубить Роберта. Королева приказывает арестовать Ноттингема и Сару. Перед Елизаветой возникает призрак Роберта с отрубленной головой. Она целует кольцо Роберта и надеется на скорую свою смерть и встречу с ним в ином мире. Королевство же перейдёт к сыну Марии Стюарт — Иакову.

## Дискография
- Доницетти. Роберто Деверё. М. Кабалье, С. Марси, Х. Каррерас, Ф. Каррерас, Ф. Фурланетто. Дирижёр Ю.Рудель. Фестиваль Экс-ан-Прованс 1977 Live
- Доницетти. Роберто Деверё. Э. Груберова, М.Чоромила, В. Ла Скола, Т. Аллен. Дирижёр Г. Ферро. Вена 12.10.1990

## Видеография
- Доницетти. Роберто Деверё. Б. Силлз, С.Марси, Дж. Александер, Р. Фредрикс. Дирижёр Ю.Рудель. NYCO на Wolf Trap Festival (Вирджиния) 1974 / VAI
- Доницетти. Роберто Деверё. М. Кабалье, Дж. Костер, Х. Каррерас, В. Сардинеро, Ф. Фурланетто. Дирижёр Ю.Рудель. Фестиваль Экс-ан-Прованс 25.7.1977 (TV)
- Доницетти. Роберто Деверё. Э. Груберова, Э. Шкоза, Х. Брос, Р. Брузон, К. Ифрим. Дирижёр Ф. Шаслен. Вена, сентябрь 2002
- Доницетти. Роберто Деверё. Э. Груберова, Ж. Пилан, Р. Ароника, А. Шагидуллин. Дирижёр Ф. Хайдер, режиссёр Кристоф Лой. Мюнхен Nationaltheater, май 2005